# Vermiculit
Das Mineral Vermiculit ist ein eher selten vorkommendes Schichtsilikat aus der Mineralklasse der „Silikate und Germanate“ mit der allgemeinen chemischen Zusammensetzung (Mg0,5,Ca0,5,Na,K)0,7(Mg,Fe,Al)3[(OH)2|(Al,Si)2Si2O10]·4H2O  oder etwas vereinfacht Mg0,7(Mg,Fe,Al)6(Si,Al)8O20(OH)4·8H2O. Die in Klammern angegebenen Elemente können sich jeweils gegenseitig vertreten, stehen jedoch immer im selben Mengenverhältnis zu den anderen Bestandteilen des Minerals (Substitution).
Vermiculit kristallisiert im monoklinen Kristallsystem und entwickelt ausschließlich blättrige, schuppige oder massige Aggregate, die entweder farblos sind oder durch Fremdbeimengungen grauweiß, gelbbraun, graugrün bzw. grün eingefärbt sein können.
Vermiculit gehört zu den Tonmineralen, die durch ihre Ionenaustauschfähigkeit maßgeblich zur Bodenfruchtbarkeit beitragen. Sie ähneln sowohl strukturell als auch von der Erscheinungsform den Glimmermineralen und bilden wie diese flockige Kristalle.

## Etymologie und Geschichte
Erstmals entdeckt wurde Vermiculit bei Millbury im Worcester County des US-Bundesstaates Massachusetts und beschrieben 1824 durch Thomas H. Webb. Aufgrund der Eigenschaft des Minerals, sich beim Erhitzen auf 200 bis 300 °C in Richtung der kristallographischen c-Achse zu wurmförmigen Gebilden aufzublähen, benannte Webb es nach dem lateinischen Wort vermiculor für „Wurmbrüter“ (auch vermis für „Wurm“ oder vermiculus für „Würmchen“).
Anlässlich des 195. Jubiläums seiner Entdeckung und aufgrund seiner großen Bedeutung als Industriemineral wurde Vermiculit 2019 zum „Mineral des Jahres“ in Österreich gewählt.

## Klassifikation
In der veralteten 8. Auflage der Mineralsystematik nach Strunz gehörte der Vermiculit zur Mineralklasse der „Silikate“ und dort zur Abteilung „Schichtsilikate (Phyllosilikate)“, wo er als einziger Vertreter im Anhang zur „Montmorillonit-Saponit-Gruppe“ mit der Systemnummer VIII/E.08 steht.
In der zuletzt 2018 überarbeiteten Lapis-Systematik nach Stefan Weiß, die formal auf der alten Systematik von Karl Hugo Strunz in der 8. Auflage basiert, erhielt das Mineral die System- und Mineralnummer VIII/H.21-010. Dies entspricht der Klasse der „Silikate“ und dort der Abteilung „Schichtsilikate“, wo Vermiculit als einziges Mineral eine unbenannte Gruppe mit der Systemnummer VIII/H.21 bildet.
Die von der International Mineralogical Association (IMA) zuletzt 2009 aktualisierte 9. Auflage der Strunz’schen Mineralsystematik ordnet den Vermiculit in die Klasse der „Silikate und Germanate“ und dort in die Abteilung „Schichtsilikate (Phyllosilikate)“ ein. Hier ist das Mineral in der Unterabteilung „Schichtsilikate (Phyllosilikate) mit Glimmertafeln, zusammengesetzt aus tetraedrischen und oktaedrischen Netzen“ zu finden, wo es als einziges Mitglied die „Vermiculitgruppe“ mit der Systemnummer 9.EC.50 bildet.
In der vorwiegend im englischen Sprachraum gebräuchlichen Systematik der Minerale nach Dana hat Vermiculit die System- und Mineralnummer 71.02.02d.03. Das entspricht der Klasse der „Silikate“ und dort der Abteilung „Schichtsilikatminerale“. Hier findet er sich innerhalb der Unterabteilung „Schichtsilikate: Schichten von sechsgliedrigen Ringen mit 2:1-Lagen“ in der „Glimmergruppe (Hydroglimmer-Untergruppe)“, in der auch Hydrobiotit, Illit und Brammallit eingeordnet sind.

## Kristallstruktur
Vermiculit kristallisiert monoklin in der Raumgruppe C2/c (Raumgruppen-Nr. 15) mit den Gitterparametern a = 5,35 Å; b = 9,26 Å; c = 28,89 Å und β = 97,1° sowie 4 Formeleinheiten pro Elementarzelle.
Strukturell lässt sich Vermiculit als  di- und trioktaedrisches 2:1-Schichtsilikat beschreiben:
Jeweils zwei Lagen tetraedrisch koordinierter Kationen bilden mit einer dazwischenliegenden Lage oktaedrisch koordinierter Kationen eine solche 2:1-Silikatschicht. In trioktaedrischen Vermiculiten findet man in der Oktaederlage hauptsächlich Magnesiumionen, die für eine fast vollständige Besetzung der oktaedrisch koordinierten Kationenplätze sorgen. Die Tetraederlage besitzt ein Si4+:Al3+-Verhältnis von 1:2 bis 1:3. Durch diesen isomorphen Ersatz in den Tetraederlagen (Al3+ für Si4+) ergibt sich eine negative Überschussladung der Silikatschicht, die durch isomorphen Ersatz in den Oktaederlagen (z. B. Fe3+ für Mg2+) verringert werden kann.
In der Summe tragen Vermiculite eine negative Überschussladung von 1,2 bis 1,8 Elementarladungen pro Elementarzelle. Diese negative Überschussladung wird durch hydratisierte Kationen in der Zwischenschicht ausgeglichen. Abhängig von der Art des Zwischenschichtions und der chemischen Zusammensetzung der 2:1-Silikatschicht und abhängig von Wasserdampfpartialdruck und der Temperatur der das Mineral umgebenden Atmosphäre, befinden sich unterschiedlich große Wassermengen in der Zwischenschicht der Vermiculite.
Die Wassermenge und der entsprechende Basisebenenabstand d001 variieren in Abhängigkeit von Wasserdampfpartialdruck und Temperatur nicht kontinuierlich, sondern es sind diskrete Hydratationszustände mit scharfen Übergängen dieser Zustände zu beobachten. Mit zunehmender Temperatur oder abnehmendem Wasserdampfpartialdruck gehen die Vermiculite stufenweise in Hydratationszustände mit immer weniger Zwischenschichtwasser und damit kleineren d001-Basisebenenabständen über.

## Modifikationen und Varietäten
Als Batavit wird eine eisenarme Varietät von Vermiculit bezeichnet.

## Bildung und Fundorte
Die bedeutendsten Vermiculit-Lagerstätten werden hauptsächlich hydrothermal oder durch Verwitterung von Phlogopit/Biotit, Chlorit und Pyroxen in basischen bis ultrabasischen Gesteinen gebildet. Natürliche dioktaedrische Vermiculite sind außer in der Tonfraktion von Böden, aus denen sie jedoch nicht rein abgetrennt werden können, bisher allerdings nicht gefunden worden.
Als eher seltene Mineralbildung kann Vermiculit an verschiedenen Fundorten zum Teil reichlich vorhanden sein, insgesamt ist er aber wenig verbreitet. Als bekannt gelten derzeit (Stand 2014) rund 550 Fundorte. Neben seiner Typlokalität Millbury und dem nahe gelegenen Steinbruch Ballard bei Worcester trat das Mineral in Massachusetts noch bei Tyringham im Berkshire County, in der Pyrit-Mine Davis bei Rowe im Franklin County und der Asbest-Mine bei Pelham im Hampshire County auf.
Weitere Fundorte liegen unter anderem in Australien, Brasilien, China, Deutschland, Frankreich, Kanada, Madagaskar, Österreich, Russland, der Schweiz und in weiteren Bundesstaaten der USA.
Südafrika und China sind die führenden Hersteller bei grobkörnigem „Premium“-Vermiculit (über 5 mm Partikelgröße), während es beim feinkörnigen Vermiculit die USA und Brasilien sind. Da beim feinkörnigen Vermiculit seit Jahren ein Überangebot und somit niedrige Preise bestehen, arbeiten viele Firmen daran grobkörnigen Vermiculit durch feinkörnigen zu ersetzen. Die globale Jahresproduktion von Vermiculit wird auf ungefähr 400.000 Tonnen geschätzt. Einen Überblick gibt die folgende Tabelle:
| Land                    | 2016        | 2017        | 2018        | 2019        | 2020        |
|                         | (in Tonnen) | (in Tonnen) | (in Tonnen) | (in Tonnen) | (in Tonnen) |
| ----------------------- | ----------- | ----------- | ----------- | ----------- | ----------- |
| Argentinien 1 e         | 60          | 0           | 0           | 0           | 0           |
| Brasilien 1 e           | 53.330      | 50.050      | 56.708      | 47.581      | 58.821      |
| Volksrepublik China 2 n | 50.000      | 50.000      | 50.000      | 50.000      | 50.000      |
| Indien 1 e              | 9.042       | 6.054       | 2.992       | 2.774       | 1.260       |
| Iran 1 a                | 1.000       | 0           | 0           | 0           | 0           |
| Kenia 2 n               | 100         | 0           | 0           | 100         | 0           |
| Mexiko 1 e              | 310         | 464         | 244         | 148         | 104         |
| Russland 1 e            | 20.000      | 14.400      | 25.904      | 29.237      | 28.442      |
| Südafrika 1 e           | 166.483     | 166.084     | 141.346     | 158.013     | 118.223     |
| Türkei 1 e              | 1.050       | 1.618       | 18.183      | 1.370       | 19.230      |
| Uganda 1 e              | 3.295       | 4.119       | 10.413      | 9.674       | 14.170      |
| Vereinigte Staaten 1 e  | 100.000     | 100.000     | 100.000     | 100.000     | 100.000     |
| Simbabwe 1 e            | 29.312      | 23.302      | 33.161      | 25.524      | 26.388      |
| Gesamt                  | 433.982     | 416.091     | 438.951     | 424.421     | 416.638     |

## Verwendung
Vermiculit wird industriell unter anderem in Katzenstreu, zur Produktion von Karnevalsartikeln (Feuerwerkskörper) sowie in geringem Umfang in Hautpflegeprodukten eingesetzt.
Zur Verwendung in verschiedenen Bereichen, in denen es auf Saugfähigkeit und gute Wärmedämmung ankommt, wird Vermiculit durch trockenes Erhitzen vorbehandelt. Bei Temperaturen zwischen 700 und 1000 °C wird das enthaltene Kristallwasser verdampft und drückt dabei die Kristallblättchen auseinander. Das Volumen und die Saugfähigkeit steigen deutlich an, während die Schüttdichte abnimmt. Dieses Material wird in der Industrie als expandiertes Vermiculite bezeichnet.
Vermiculit wird zudem in der Gemüsebranche als Deckmaterial von Setzlingen nach der Saat verwendet. Es ist leicht und hat die Fähigkeit, Licht zu reflektieren und Feuchtigkeit zu speichern. Dies verhindert eine übermäßige Erwärmung der Setzlinge und sorgt für ausgeglichenere Substratfeuchtigkeit.
Auch bei der Reptilienzucht und Reptilienhaltung, bei der die konstante Luftfeuchtigkeit im Terrarium, den Wet-Boxen und im Inkubator lebensnotwendig für die Tiere sind, wird häufig Vermiculit benutzt, da es überschüssige Feuchtigkeit, auch aus der Luft, aufnimmt, und bei Bedarf wieder abgibt.
In Verbindung mit Eisenpulver, Wasser, Cellulose (oder Polypropylen), Salz und Aktivkohle wird Vermiculit zu Handwärmern verarbeitet. Beim Auspacken des Handwärmers (wenn also Luft an das Päckchen gelangt) wird ein extrem schneller Oxidationsprozess (in diesem Fall das Rosten des Eisens) ausgelöst. Das Salz dient dabei als Katalysator und die Aktivkohle hilft, die Wärme gleichmäßig im Handwärmer zu verteilen. Vermiculit fungiert als Isolator und Cellulose (oder PP) unterstützt die Verteilung der Luft zwischen den Bestandteilen, falls man die Handwärmer in feuchter Umgebung verwendet. Die dabei entstehenden Temperaturen erreichen bis zu 75 °C. Die Wärme wird je nach Außentemperatur bis zu zwanzig Stunden gehalten. Diese Art Handwärmer sind jedoch nicht wiederverwendbar. Sie werden über den normalen Hausmüll entsorgt, weil sie nicht umweltschädlich sind.
Da Vermiculit – auch nach dem Expandieren – unbrennbar, aber in gewissem Maße saugfähig ist, wird er oftmals zur Verpackung flüssigen Gefahrgutes eingesetzt. Zum Beispiel werden in Glasflaschen abgefüllte Gefahrstoffe in Kartons oder Blechdosen gepackt und der Zwischenraum zwischen Glas und Umverpackung vollständig mit Vermiculit ausgefüllt. Auf diese Weise werden einerseits eventuell auslaufende Chemikalien absorbiert, andererseits wird schon im Vorfeld Glasbruch vermieden, da die umgebende Vermiculit-Schicht auch gut vor mechanischen Stößen gegen die Verpackung schützt. Abfallsammler verwenden für die sichere Sammlung und Lagerung von Lithium-Ionen-Akkumulatoren ebenfalls gerne Vermiculit als Füllstoff.

### Wärmedämmung und Brandschutz
Da Vermiculit porös und feuerbeständig, im Gegensatz zu Asbest aber nicht lungenschädlich ist, findet es bei der Schall- und Wärmedämmung sowie im Brandschutz Anwendung.
Aus Vermiculit und Zement lässt sich ein thermisch gut isolierender und temperaturbeständiger Beton (Vermiculitbeton) herstellen.
Vermiculit findet aufgrund seiner geringen Wärmeleitfähigkeit (λ = 0,06…0,07 W/(m·K)) als Wärmedämmplatte oder nichtbrennbarer Plattenwerkstoff (A1 bzw. A2 nach DIN 4102) im Schiffsinnenausbau und auch im Hochbau seine Verwendung. Weltweit wird dieses Produkt unter den Markennamen „Fipro“, „Miprotec“, „bro-TECT“, „Vermilite 2000“ und „Thermax“ angeboten.
Da Vermiculit einen hohen Schmelzpunkt hat (1315 °C), elektrisch nicht leitend ist und beim Gefrieren keine Schichtung auftritt, wird es als Kernmaterial bei Infrarotheizungen verwendet.
Als preiswerter Ersatz für Schamottesteine werden Platten aus Vermiculit zur Auskleidung der Brennkammer von Kaminöfen eingesetzt. Da sie eine geringere Wärmeleitfähigkeit als Schamotte besitzen, können höhere Verbrennungstemperaturen erreicht werden.
Von Nachteil ist, dass Vermiculit weniger abriebfest ist und die Wärme schlechter speichert.